# 不丹松
不丹松（学名：Pinus bhutanica）是松科松属植物。分布于不丹、印度阿鲁纳恰尔邦，以及中国的云南和西藏。一般可生长至25米高。与同属的乔松关系较近。
不丹松的分类地位存在争议。大部分分类学家认为不丹松是一个独立种，但也有学者认为它只是乔松的一个变种(Pinus wallichiana subsp. bhutanica)。

## 形态
松针五针一束，长度可至25cm。松果长12–20cm，鳞片薄。种子长5–6mm，翅长20–25mm。该种松针较乔松更长，下垂幅度明显；松果稍小，成熟时呈红褐色；相对更适应较低海拔、有强烈夏季季风的温暖潮湿气候。尽管此二种关系紧密，也有共同生长于同一地域的情况，但并无二者杂交种的报告。
在适合的条件下，不丹松高度可高达80米。在藏东南的墨脱县发现的不丹松群落，有8棵高度超过70米，最高的个体名为“辛达布”，高度达到76.8米，是目前已知中国大陆第二高的树种。